# Kristin Lavransdatter (film)
Kristin Lavransdatter er et norsk filmdrama fra 1995. Filmen er baseret på Sigrid Undsets roman Kransen (1920). Fortællingen om Kristin Lavransdatter udspiller sig i første halvdel af 1300-tallet, til Den sorte død i 1349. Historien viser menneskenes forhold til kristendommen, hvordan den katolske kirke prægede samfundet og reglerne for et gudfrygtigt liv.
Instruktør er Liv Ullmann. Hovedrollerne spilles af Elisabeth Matheson og Bjørn Skagestad.
I forbindelse med indspilningerne opførte man en middelaldergård, som efterfølgende er åbnet som museet Jørundgard Middelaldersenter.

## Handlingen
Vi befinder os i middelalderens Norge. I begyndelsen af filmen følges Kristins opvækst. Her har hun et særligt nært forhold til faderen, Lavrans, og sammen med ham, moderen Ragnfrid, søsteren Ulvhild, bor hun lykkelig på Jørundgård i Gudbrandsdalen.
Den unge Kristin rammes af tilværelsens mørke kræfter da hendes søster bliver krøbling efter en ulykke, og hun bliver selv udsat for et voldtægtsforsøg. Hun overtaler sin far, Lavrans, og sin forlovede Simon til at sende hende i kloster for et år. Men gudfrygtigheden får modstand da Kristin møder ridderen Erlend Nikolaussøn, som er berygtet for sine erobringer. De trodser samfundets strenge skikke og lover hinanden evig troskab.
Efter at faderen afviser deres ægteskab, beslutter Erlend og Kristin sig for at flygte til Sverige, men de får besøg af Erlends tidligere kæreste, Eline, som er gravid, og hun mener at Erlend er faderen, som han afviser. Eline forsøger at dræbe Kristin ved at give hende gift, men Erlend opdager det, og de tvinger Eline til at drikke det selv, før de sender hende væk i en hesteslæde. Kristin vender tilbage til Jørundgård i stedet for at tage til Sverige.
I slutningen af filmen dør Ulvhild, og Kristins far giver hende lov til at gifte sig med Erlend. Lige før brylluppet brænder kirken ned, og Kristin tror at det er Gud som vil straffe hende.